# Teatro dei Coraggiosi
Il Teatro dei Coraggiosi è un teatro situato a Pomarance, in provincia di Pisa.
Nel momento di maggiore sviluppo industriale della zona boracifera promosso dal cav. Francesco De Larderel,  registratosi a cavallo dell'Unità d'Italia, si formò a Pomarance l'Accademia dei Coraggiosi con lo scopo di costruire un nuovo teatro fuori Porta Volterrana.
Il nuovo teatro, progettato dall'architetto livornese Ferdinando Magagnini, fu inaugurato il 12 ottobre 1862. L'edificio si presentava con eleganti forme neoclassiche sia all'esterno che all'interno dove, attraverso un vestibolo ottagonale, si accede agli ambienti dei servizi e dell'accoglienza e quindi all'atrio che immette alla sala e alle scale verso i palchi.
La sala, a ferro di cavallo, ha una copertura ribassata e decorata a fresco con rosone a raggiera, con motivi floreali e festoncini di gusto tardo settecentesco,   ed è circondata da tre ordini di palchi. Il palcoscenico, originariamente più profondo, è stato sensibilmente modificato nel suo rapporto con la sala in occasione degli interventi eseguiti nel 1947 per adattare il teatro a sala cinematografica. Fino a questa trasformazione il teatro ha vissuto un'intensa e prestigiosa attività teatrale e musicale che ha visto avvicendarsi accanto a filodrammatiche locali anche compagnie di professionisti. Inoltre il teatro era dotato anche di una piccola orchestra stabile.
Chiuso alla fine degli anni sessanta, nel 1985 è stato acquistato dal Comune che ha avviato un'attenta e filologica opera di restauro, oltre alla risistemazione di tutta l'ormai obsoleta impiantistica teatrale. Così rimesso a nuovo, è stato inaugurato il 25 aprile 1998 e, in collegamento col teatro di Pisa, svolge un ruolo importante sia come punto di riferimento e di aggregazione per i gruppi locali (dalla banda ai gruppi amatoriali) sia per intraprendere progetti di respiro regionale e infine per promuovere una programmazione articolata fra prosa e musica.